# Setaria oblongata
Setaria oblongata là một loài thực vật có hoa trong họ Hòa thảo. Loài này được (Griseb.) Parodi miêu tả khoa học đầu tiên năm 1928.